# Sint-Amandskerk (Frelinghien)
De Sint-Amandskerk (Frans: Église Saint-Amand) is de parochiekerk van de gemeente Frelinghien, gelegen aan de Rue au Vent, in het Franse Noorderdepartement. 
Nadat de oorspronkelijke kerk op 28 oktober 1914 door de Britten was opgeblazen, omdat deze als Duitse observatiepost dienst deed, werd van 1923-1925 een nieuwe kerk gebouwd. De kerkklok werd gegoten uit de resten van de klokken van de verwoeste kerk.
Het is een lage kruiskerk met neoromaanse stijlelementen. Een opvallend vooruitgeschoven portaal is vastgebouwd aan een achthoekige toren voorzien van een met leien gedekte spits en geflankeerd door een traptoren.
Naast Sint-Amandus worden hier ook de heiligen Apollonia en Saturninus vereerd.